# Ivan Lukačić
Ivan Lukačić (Šibenik, 1575.? - Split, 1648.), hrvatski je skladatelj rodom iz Šibenika. 
Bio je svećenik, franjevac. Nakon školovanja u Italiji gdje je stekao naslov magistra glazbe, vratio se u domovinu, u Split. Naslijedio je mjesto zborovođe i orguljaša splitske stolne crkve od Cecchinija. Bio je gvardijan samostana Sv. Frane na Obali gdje je nakon 30 godina službe sahranjen uz grob Marka Marulića.
Njegovi moteti donose novi monodijski stil u naše podneblje na samom početku 17. stoljeća, gotovo istodobno s njegovom pojavom u Italiji. Napisao je zbirku moteta Sacrae cantiones i izdao je u Veneciji 1620. godine. Sadržavala je 27 moteta za jedan do pet solističkih glasova, basso continuo, a ponekad i zbor.

## Lukačić danas
- Hrvatsko glazbeno društvo "Tomislav" podiglo mu je 1938. godine u samostanu Sv. Frane na Obali u Splitu spomen-ploču na kojoj stoji:

Ivanu Lukačiću
franjevcu konventualcu
sinu grada Šibenika
splitske stolne crkve zborovođi
hrvatskom skladatelju
koji
osluškujući velike glazbenike
svojega doba
i
glasove svojega naroda
novi smjer hrvatskoj crkvenoj glazbi
udari
- Na manifestaciji Varaždinske barokne večeri dodjeljuje se nagrada Ivan Lukačić[1]

## Vanjske poveznice, izvori
- O Ivanu Lukačiću na www.katolici.org  Arhivirana inačica izvorne stranice od 11. kolovoza 2007. (Wayback Machine)
- O Ivanu Lukačiću na www.hrt.hr  Arhivirana inačica izvorne stranice od 12. lipnja 2008. (Wayback Machine)